# Národní odborová ústředna zaměstnanecká
Národní odborová ústředna zaměstnanecká (zkratka NOÚZ) byla jediná Němci povolená odborová centrála působící v letech 1939 až 1945 po celém území Protektorátu Čechy a Morava. Vznikla nuceným sloučením některých již dříve existujících odborových organizací a jejím účelem bylo ovládat české pracující v protektorátu s cílem posílit nacistickou válečnou výrobu. Vedení NOÚZ sloužilo k prosazování zájmů německé okupační politiky na území protektorátu, ale ke konci roku 1944 a na jaře roku 1945 vznikla uvnitř ústředny revoluční odborářská odbojová organizace. Ta se v roce 1945 zapojila do pražského květnového povstání a vytvořila platformu pro vznik jednotných odborů představovaných Ústřední radou odborů (ÚRO) a Revolučním odborovým hnutím (ROH).

## Historie

### Vznik NOÚZ

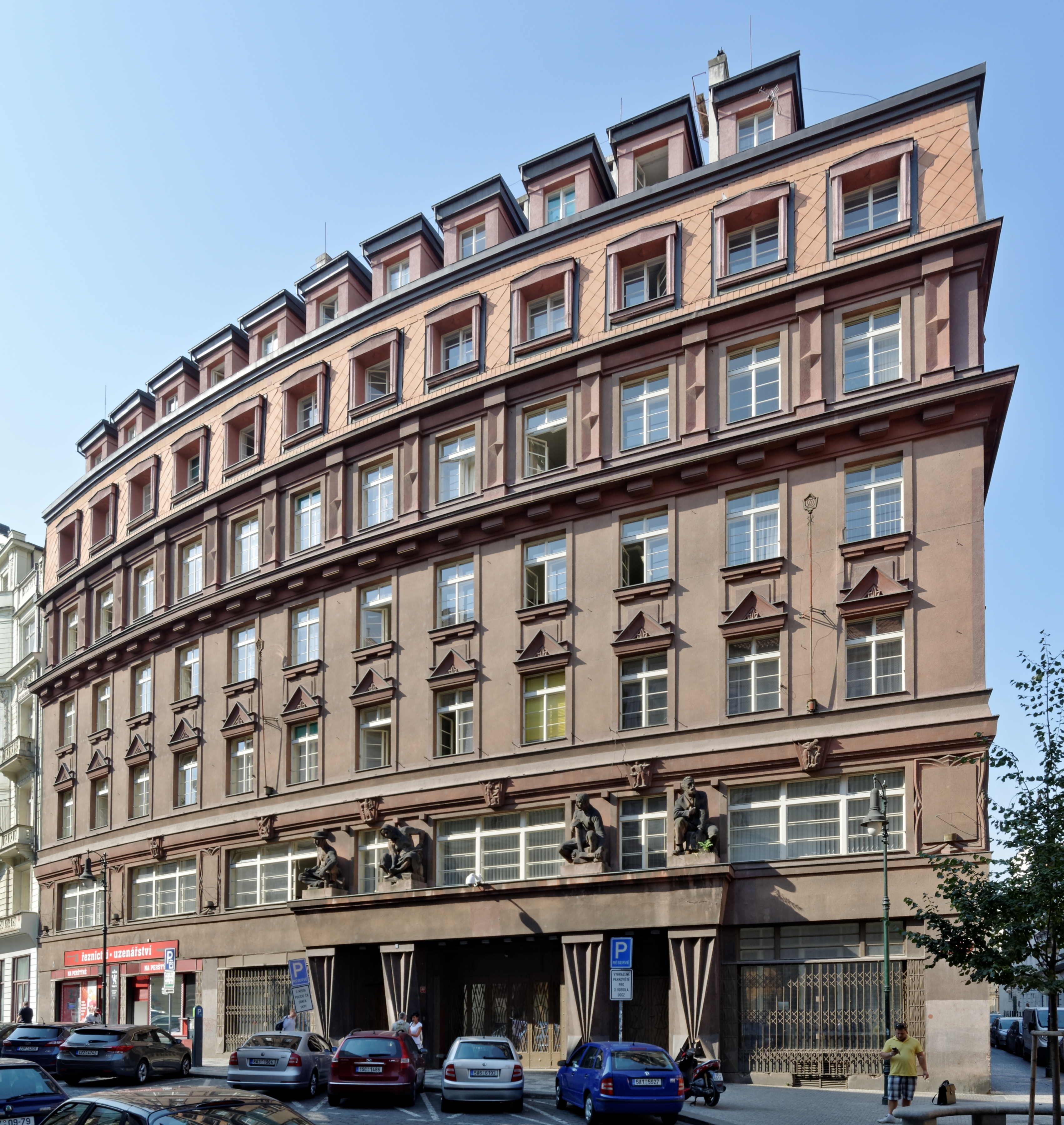
Bývalý Odborový dům Na Perštýně

Před podepsáním mnichovské dohody a těsně po tomto aktu existovalo v prvorepublikovém Československu několik odborových uskupení. K těm největším patřilo Odborové sdružení československé (OSČ) a Československá obec dělnická (ČOD). Pokusy o sloučení těchto odborových centrál v době před okupací Čech a Moravy Německem se ale nezdařily.
Bezprostředně po německé okupaci Čech a Moravy dne 15. března 1939 bylo založeno Národní souručenství (NS) jako jediné povolené politické hnutí v Protektorátu Čechy a Morava s cílem sjednotit a povzbudit český národ. Mělo upevňovat národní pospolitost a vztah k Německé říši, prosazovat sociální spravedlnost a cílilo také na výchovu mládeže. A bylo to právě Národní souručenství, jehož vedení se obávalo samostatně působících odborů, především mělo strach z jejich přílišného vlivu na pracující i ze síly, plynoucí potenciálně z velkého odborového majetku.
Na základě jednání mezi NS a odbory byla 22. června 1939 uzavřena dohoda, která uznávala právě vznikající Národní odborovou ústřednu zaměstnaneckou (NOÚZ) jako jediného reprezentanta odborového hnutí na území protektorátu. Oficiálně vznikla NOÚZ sloučením stávajících odborových organizací o něco později (30. června 1939) na základě výměru protektorátního Ministerstva vnitra.
Činnost 21 dělnických jednot koordinovalo Ústředí jednot dělnických, aktivity 6 soukromozaměstnaneckých jednot řídilo Ústředí jednot soukromých. Obě tato ústředí byla společně zastřešena NOÚZ. (Ústředí veřejných zaměstnanců (ÚVZ) vzniklo, ale nebylo zahrnuto pod NOÚZ a s politickou podporou Národního souručenství zůstalo jako samostatná odborová ústředna.)
Za NOÚZ se postavila protektorátní vláda generála Aloise Eliáše a nakonec došlo ke kompromisu. NOÚZ se musela loajálně přihlásit k Národnímu souručenství, což vedlo k vynuceným čistkám mezi odborovými předáky. Z vedení odborů musel odejít Rudolf Tayerle (ústřední tajemník OSČ, člen vedení Mezinárodního odborového svazu); Alois Tučný z ČOD a Antonín Chloupek z agrárních odborů. Na jejich místa byli jmenováni (nikoliv voleni) Ministerstvem vnitra noví předáci.

Odboroví předáci nuceni odejít z vedení NOÚZ
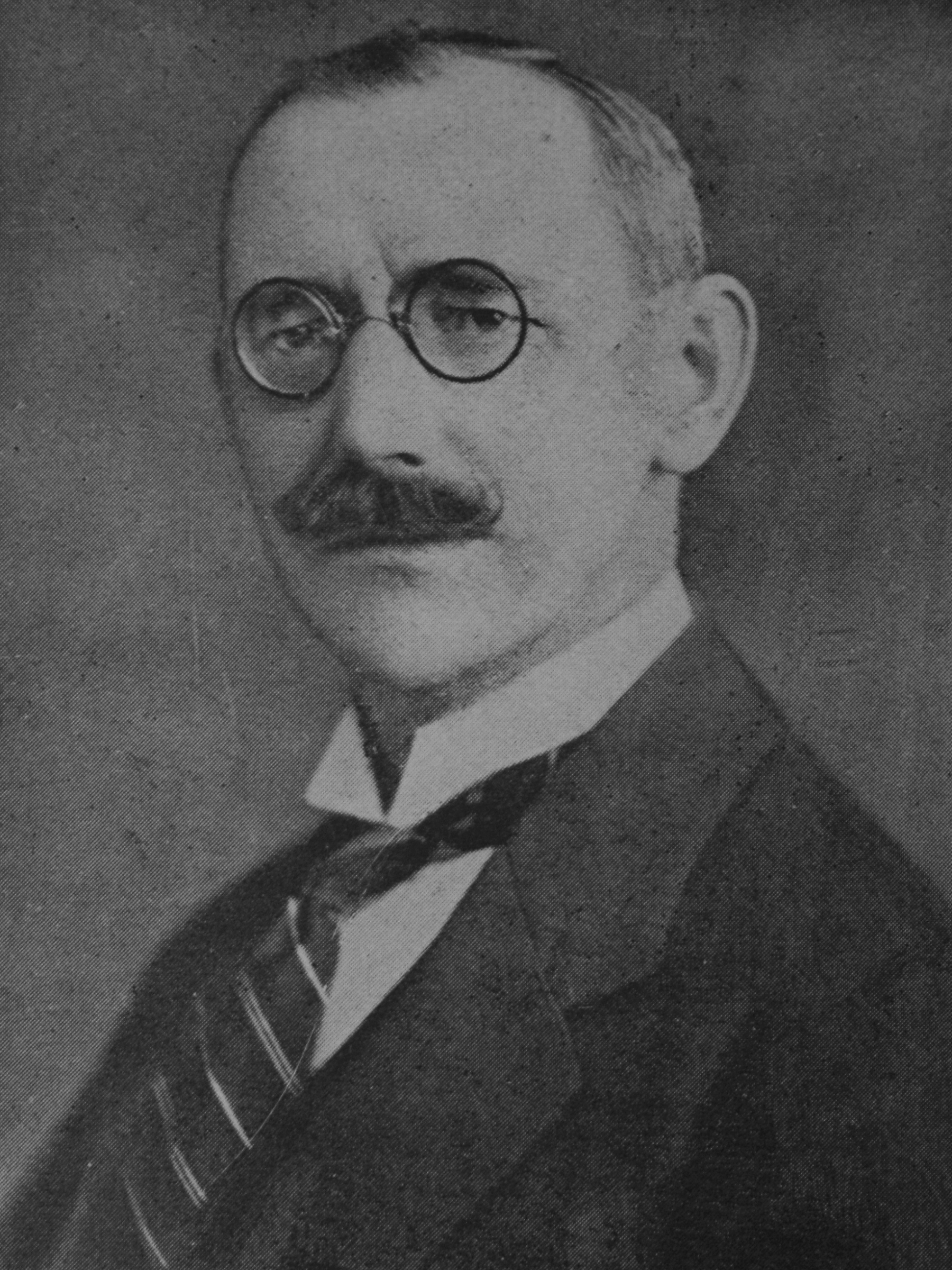
Rudolf Tayerle
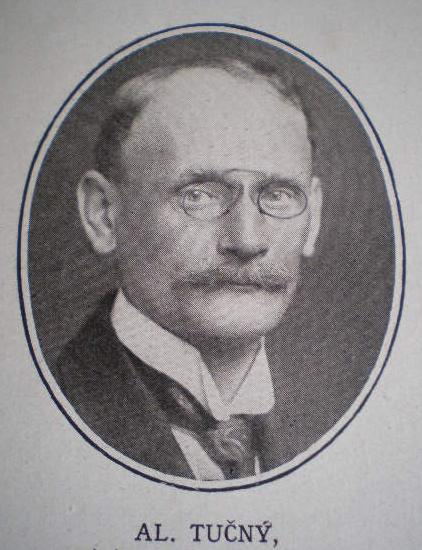
Alois Tučný
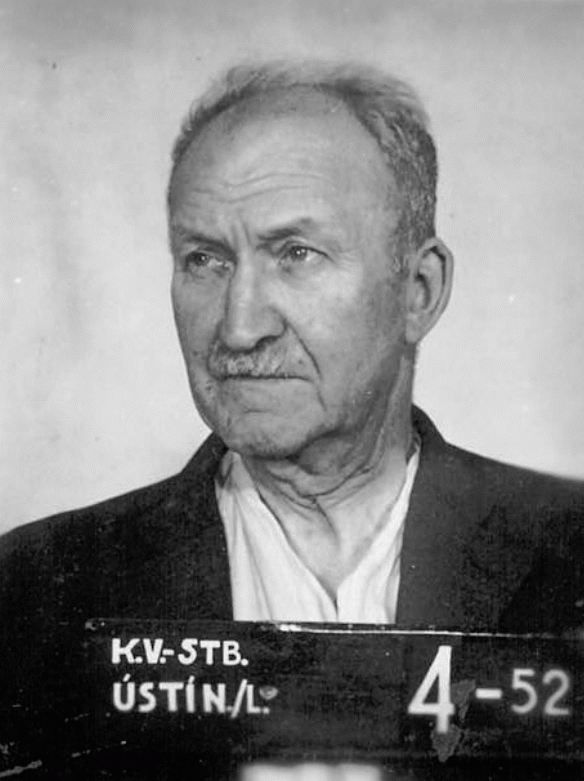
Antonín Chloupek

Formálně byla tedy NOÚZ začleněna pod Národní souručenství a jejím vznikem zanikly následující odborové organizace: Odborové sdružení, Československá obec dělnická (ČOD), Národní sdružení odborových organizací, Odborový střed soukromých zaměstnanců, Ústřední jednota středostavovských zaměstnanců, Národní liga všeodborová, Československý dělnický syndikát, Republikánské ústředí a Říšská odborová rada křesťanských odborových organizací.
Prvním předsedou nově založené NOÚZ se stal nepříliš známý odborník na sociální pojištění dr. Antonín Zelenka a funkcí generálního sekretáře (tajemníka) byl pověřen bývalý funkcionář ČOD Ludvík Votický. První náměstek předsedy byl Arno Hais, který měl nejen dobré organizační schopnosti, ale mohl využít i velké zkušenosti ze své předchozí odborové práce.
Sjednocení všech dosavadních odborových organizací v Protektorátu Čechy a Morava bylo dovršeno 3. srpna 1939 na ustavující schůzi NOÚZ.
NOÚZ sídlila v budově na adrese Na Perštýně 347/11 (Odborový dům Na Perštýně).

Výzdoba Odborového domu Na Perštýně od Jaroslava Brůhy
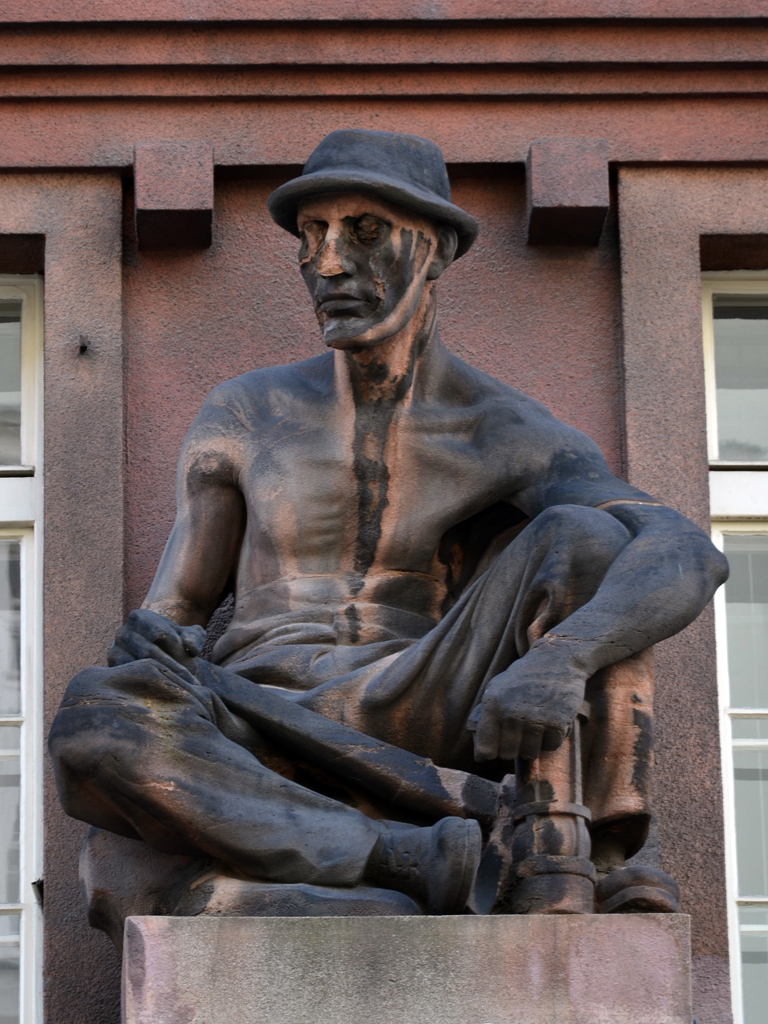
alegorie Hornictví
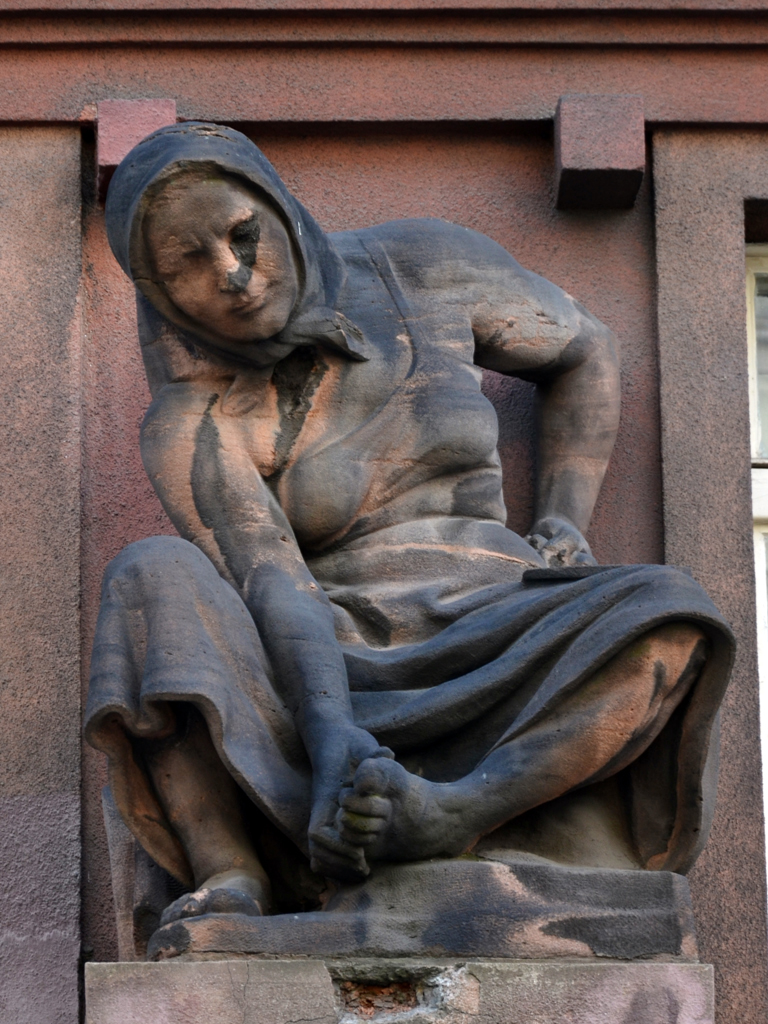
alegorie Zemědělství
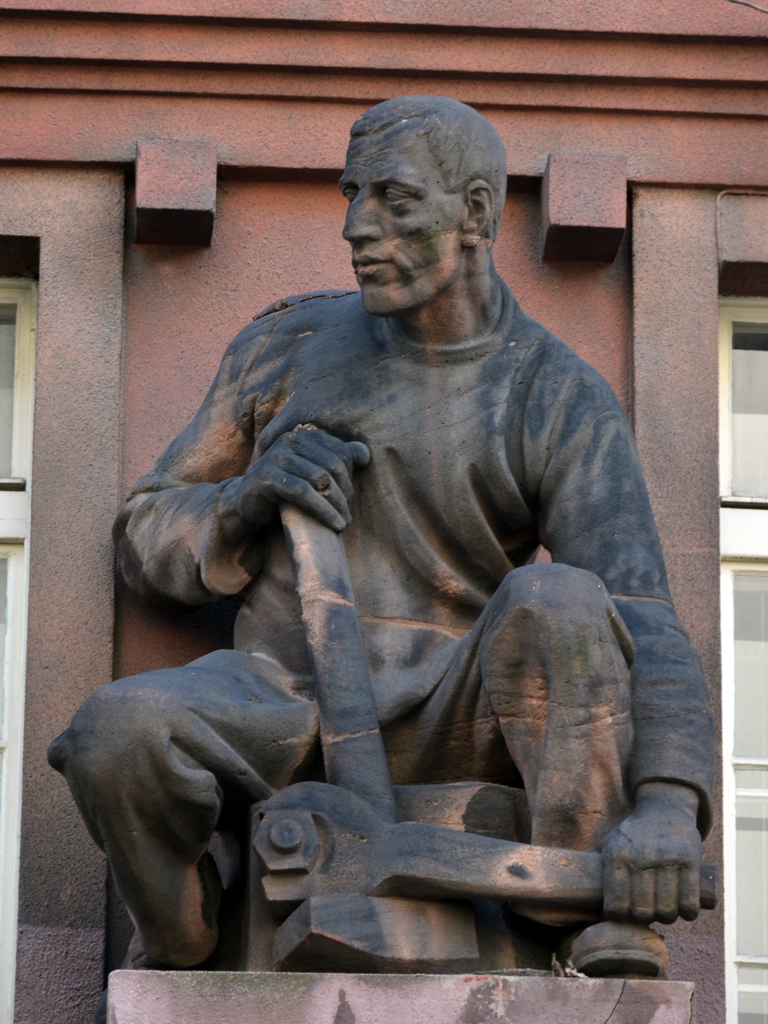
alegorie Průmyslu
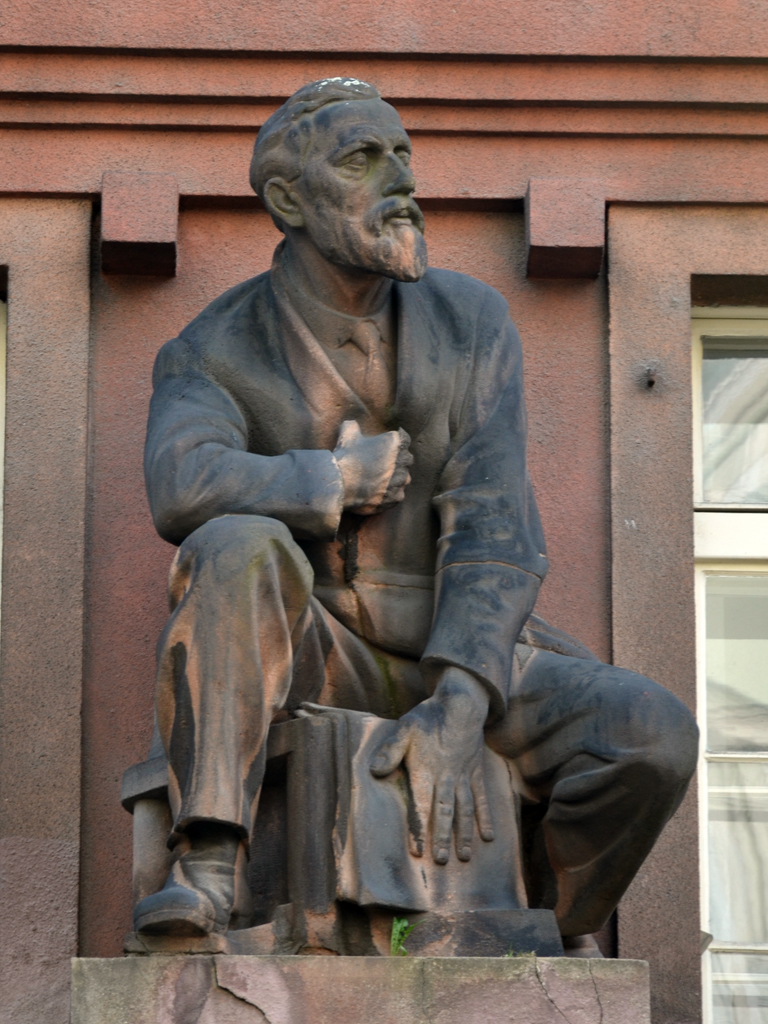
alegorie Organizace

### Omezování pravomocí NOÚZ
Spolu s pronikáním a sílícím tlakem Němců na ovlivňování průmyslu v protektorátu ve prospěch hladkého chodu Německé říše docházelo postupně i ke změnám oblastí, na které mohli mít odboroví činovníci vliv. Současně chování zaměstnanců i zaměstnavatelů na pracovním trhu stále více ovlivňovaly i zásahy protektorátního státu. To se například promítlo i do obsahu kolektivních smluv. Uzavírání těchto dvojstranných dohod mezi zaměstnavatelem a odborovou organizací bylo zpřísněno vládním opatřením číslo 110/1939 Sbírky o hromadných smlouvách pracovních a zabezpečení jednotné politiky mzdové z 28. dubna 1939. Zde se deklarovala nová povinnost souhlasu ministerstva sociální a zdravotní správy u kolektivních smluv, jejich doplňků a změn, pokud se tyto týkaly úprav mzdových sazeb.
V říjnu 1940 byl na ministerstvo sociální a zdravotní správy dosazen německý zmocněnec, vládní rada dr. Stucke, který disponoval pravomocí rozhodovat o celé mzdové politice v Protektorátu Čechy a Morava. Další vládní opatření číslo 330/1939 z 21. prosince 1939 opravňovalo ministerstvo sociální a zdravotní správy vydávat mzdové vyhlášky. Přitom každé vydání nové či změněné mzdové vyhlášky zneplatnilo některé stávající kolektivní smlouvy, které se o ni věcně opíraly.
Další regulaci přineslo zrušení veřejných zprostředkovatelen práce a jejich nahrazení (od 1. září 1939) úřady práce, které podléhaly ministerstvu sociální a zdravotní správy. Od června 1941 pak následovalo i zavedení protektorátních pracovních knížek (zkratka: PK; německy: Arbeitsbuch). Nařízení čísla 190/1939 a 195/1939 Sbírky přikazovala protektorátním státním příslušníkům pracovní povinnost v rámci protektorátu, od ledna 1942 (vládní nařízení č. 10/1942 Sbírky) pak bylo možno dedikovat pracovníky i k provádění činností na území Říše. Omezení věkové i z důvodu pohlaví pozbyla platnost s vládním nařízením číslo 154/1942 Sbírky. Vládní nařízení číslo 177/1944 Sbírky ze dne 22. srpna 1944 pak představovalo možnost pro totální válečné nasazení pracovních sil.
Výše zmíněné skutečnosti postupně znemožňovaly vrcholným odborovým činovníkům rozhodovat o mzdách, mzdových vyhláškách a dislokaci pracovních sil, což vedlo mezi odboráři k úvahám o praktickém významu NOÚZ a odtud byl jen krok k postupním úbytku odborářů v členské základně (a s tím spojených stále nižších platbách členských příspěvků).

### NOÚZ a domácí odboj
I za protektorátu docházelo k dělnickým a zaměstnaneckým protestům v podobě stávkového hnutí, ale německé úřady a gestapo se dopátraly vždy jen důvodů sociálně tíživé situace a nikoliv politické motivace. Oblíbenou akcí řadových odborářů byla také nenápadná forma odporu zvaná „PP“ (tedy „pracuj pomalu“), což se vedoucím špatně odhalovalo. Na akcích PP ani na stávkách se NOÚZ organizačně nepodílela, neboť byla Němcům odpovědná hlavně za udržování klidu na pracovištích. To však neznamenalo, že by v řadách odborářů sdružených pod NOÚZ nepůsobily odbojové síly.

#### Jan Zika

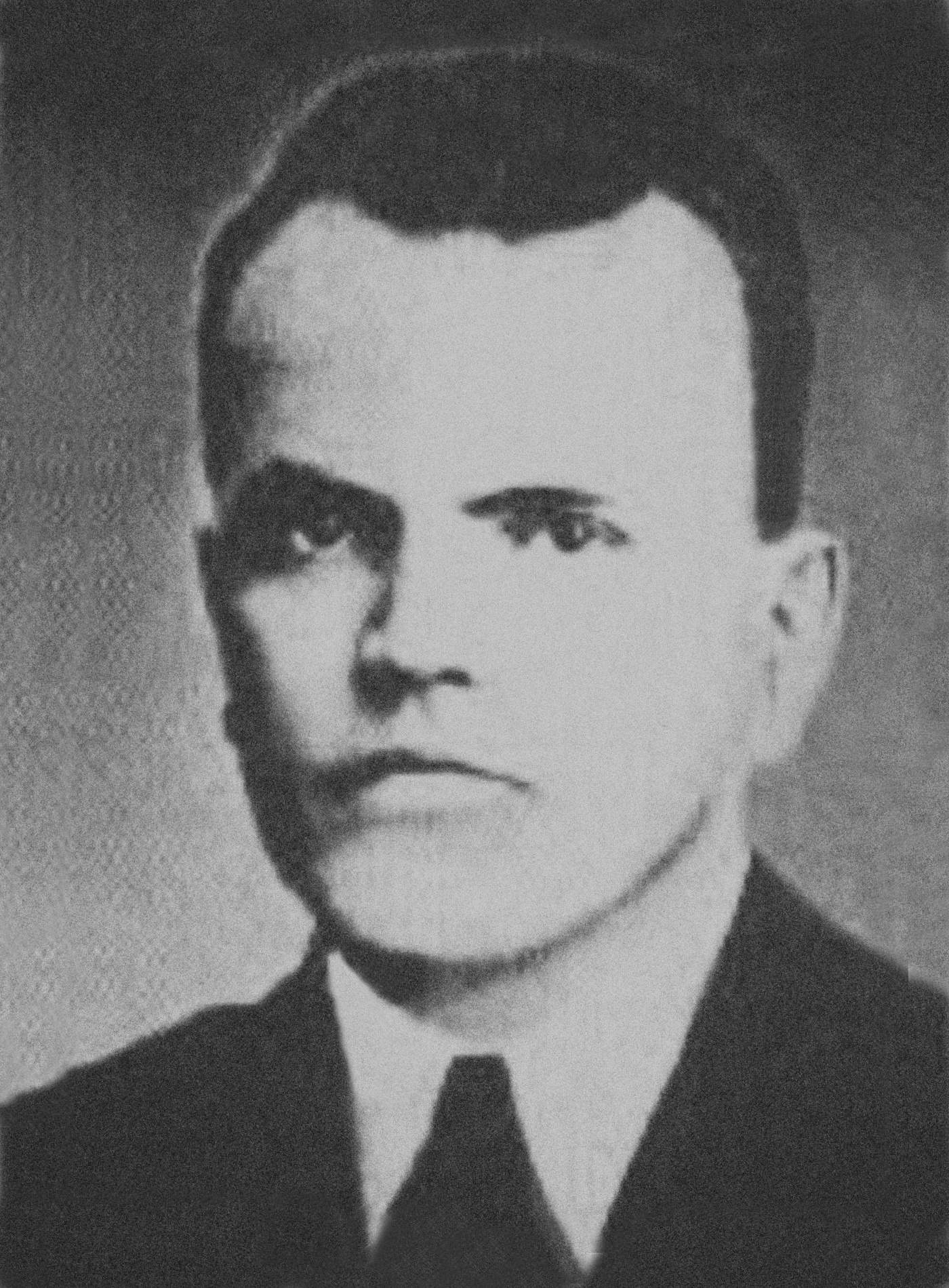
Jan Zika

NOÚZ se jako rozvětvená organizace s širokou teritoriální působností jevila pro domácí odboj velmi vhodnou. Toho využívali hlavně komunistické Rudé odbory, jejichž členové přešli ze svých odborových organizací do Odborového sdružení československého (OSČ) a potom v jeho rámci do protektorátních odborů. Činnost řídil bývalý funkcionář Rudých odborů a člen několika ústředních výborů ilegální KSČ Jan Zika. V NOÚZ aktivně působili komunisté ponejvíce zpočátku (například v pardubickém kraji vydávali časopisy Textilák a Kameník). Odbojová činnost komunistů se soustřeďovala na shromažďování zpráv o náladách dělnictva, obstarávání konspiračních bytů a spojení, rozšiřování tisku a letáků. Pokusy dlouhodobě využívat NOÚZ pro komunistickou odbojovou práci jistým způsobem podkopával i sám Jan Zika tím, že ty odboráře, jež pro protiněmeckou činnost získal, nakonec převedl přímo pod ilegální struktury KSČ.

#### Petiční výbor Věrni zůstaneme

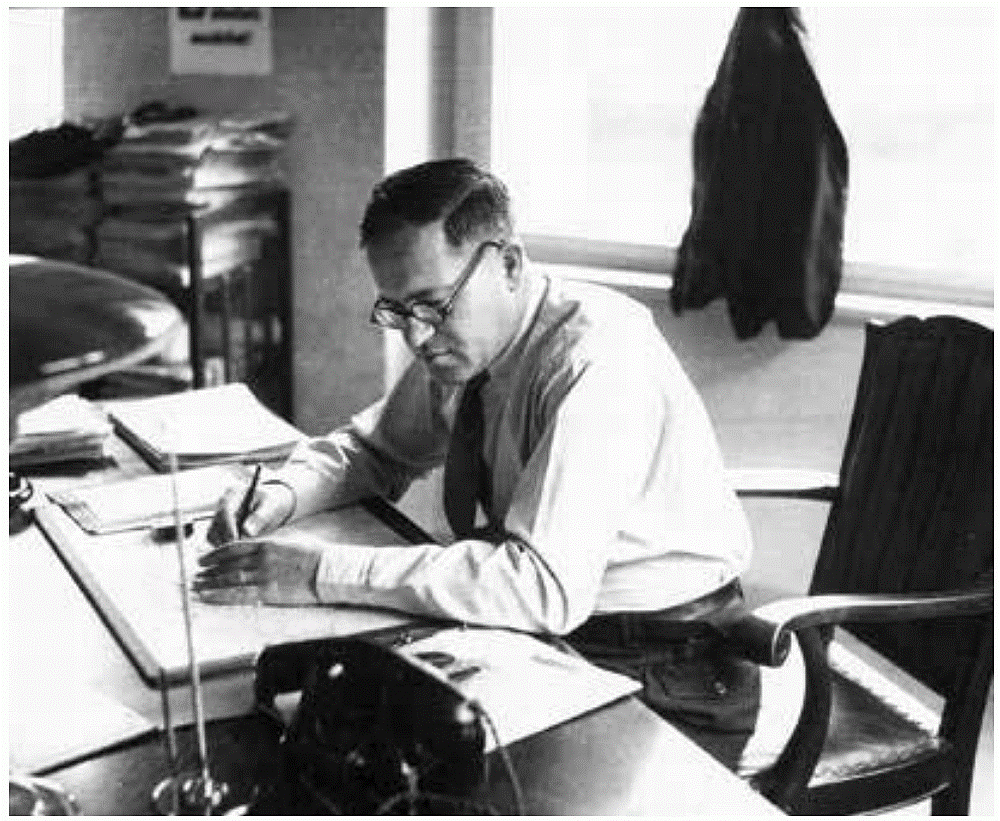
Arno Hais

NOÚZ byla více využívána nekomunistickým odbojem díky napojení na Petiční výbor Věrni zůstaneme (PVVZ). Vedení PVVZ (zakládající člen PVVZ profesor Vojtěch Čížek; filozof dr. Josef Fischer; profesor Wolfgang Jankovec; dr. Karel Bondy) předpokládalo po skončení druhé světové války v Československu levicový vývoj. Zároveň počítali s tím, že odbory v závěru války a těsně po osvobození budou rozhodnou silou, která zúčtuje s okupanty a že zároveň nedopustí poválečný rozvrat státního hospodářství.
Špičky PVVZ spolupracovaly s Arno Haisem, který měl v NOÚZ na starosti organizační záležitosti a budování všeodborových komisí v krajích. Hais získával při svých cestách po protektorátu pro odboj vhodné osoby, ale budování této sítě postupovalo pomalu. Odbojáři z řad NOÚZ shromažďovali informace o průmyslu, sondovali nálady mezi obyvatelstvem apod. Nedostatečná zakonspirovanost těchto ilegálních struktur v NOÚZ vedla ke konci roku 1941 k velkému zatýkání a ochromení jejich odbojové práce. Arno Hais ale v této vlně zatčen nebyl.
V budově na adrese Blanická 1787/22 sídlil sekretariát Svazu poštovních zaměstnanců. Ten byl ilegální odborovou organizací včleněnou do NOÚZ. Od vyhlášení protektorátu až do léta roku 1939 odtud Bohumír Truksa koordinoval odbojovou činnost mezi poštovními zaměstnanci. Později byl nucen řídit odbojovou činnost z poštovního úřadu na Hlavním nádraží. Bohumír Truksa byl významný člen ilegální odbojové organizace PVVZ; byl popraven v německém Stuttgartu dne 31. srpna 1943.

### Změny ve vedení NOÚZ
NOÚZ měla nepřátele v českých fašistech a v pobočné organizaci Vlajky, která se nazývala Česká pracovní fronta (ČPF). Kritika NOÚZ ze strany Vlajky a ČPF naštěstí nedopadala u Němců na úrodnou půdu, ale v listopadu 1940 přesto byla NOÚZ z nadřízených míst oficiálně kritizována, že v jejích řadách působí mnoho stoupenců starého režimu a že NOÚZ dostatečně nenapodobuje svůj vzor – německou organizaci Deutsche Arbeitsfront (DAF).
Představitelé NOÚZ navrhli, aby dr. Antonín Zelenka vykonával předsednickou funkci až do 31. prosince 1940 a poté byl nahrazen Václavem Stočesem (původně tajemníkem Rudolfa Tayerleho) jako úřadujícím předsedou, což se také po rezignaci dr. Zelenky stalo, ale na další plánované personální změny ve vedení NOÚZ už nedošlo.
Počátek roku 1941 byl ve znamení organizačních změn. V únoru 1941 přijel do Prahy Ing. Wilhelm Köster (funkcionář nacistické zájmové zaměstnanecké organizace Deutsche Arbeitsfront) s pověřením přebudovat NOÚZ pro potřeby hospodářství Třetí říše. Tento německý zmocněnec byl uveden do své funkce 20. února 1941. Wilhelm Köster se stal vedoucím nově připravovaného oddělení nazvaného Spojovací úřad říšského protektora pro styk s odbory v Čechách a na Moravě (německy: Verbindungstelle des Reichsprotektors zu den Gewerkschaften in Böhmen und Mähren; jinak přeloženo: Styčný úřad říšského protektora pro odbory v Čechách a na Moravě). Tato přímá „převodová páka“ mezi Úřadem říšského protektora a protektorátními odbory zajistila Němcům přímý dohled i možnost kvalifikovaných zásahů do NOÚZ. Tento „mezičlánek“ působil v roli neoficiálních poradců (Köster a jeho štáb) takže se to navenek jevilo tak, že všechny německé příkazy vydávají dobrovolně představitelé samotných českých odborů.

### Tvrdá centralizace v NOÚZ
Nově jmenovaný předseda NOÚZ Václav Stočes (v pozadí s Ing. Wilhelmem Kösterem) se ujal vlády a stávající předsednictvo NOÚZ bylo změněno na jeho poradní orgán. Tím se Němcům podařilo zavést do NOÚZ jednovůdcovský model řízení. Od 1. květnu 1941 bylo zrušeno Ústředí jednot dělnických a soukromozaměstnaneckých a přes protesty odborových předáků došlo i na rušení odborových jednot, pokládaných za „základní elementy“ hierarchické odborové struktury. Předáci rušených jednot s námitkami neuspěli, funkce dobrovolně vzdali nebo byli donuceni odejít. Jednoty byly doplněny německými kontrolory dohlížejícími na ukončování jejich hospodaření a na jejich následnou likvidaci. Ta byla dokončena se závěrem roku 1941 a majetek jednot převzalo hospodářsko-finanční oddělení NOÚZ.
V rámci pokračující centralizace uvnitř NOÚZ byla v jejím ústředí vytvořena různá úřednická oddělení (vnitřní správa a evidence členstva; hospodářsko-finanční; tiskové a sociální). V centrále NOÚZ byly zřízeny tzv. odborné skupiny. Ty byly vedeny Stočesem jmenovanými vedoucími, kteří patřili k aparátu centrály. Členění NOÚZ, původně založené na bázi odborových svazů, bylo nahrazeno členěním opřeným o geografický (regionální) princip. Postupně vzniklo 15 všeodborových sekretariátů, které přebraly péči o členy (místní skupiny bývalých jednot nakonec fungovaly jen jako platební místa pro shromažďování členských příspěvků).
V letech 1939 až 1941 odborová centrála NOÚZ působila jako vrcholný koordinující (zastřešující) orgán i pro dva autonomní celky: Ústřední jednotu dělníků (Ústředí jednot dělnických zaměstnanců) a Ústřední jednotu soukromých zaměstnanců. Obě tato ústředí ale byla od 1. května 1941 zrušena a NOÚZ se stala definitivně plnohodnotnou hlavní odborovou centrálou pod kontrolou nacistického zmocněnce. Nařízení protektorátní vlády ze dne 14. srpna 1941 prohlásilo NOÚZ za jedinou zájmovou organizací českého zaměstnanectva. Výměrem Ministerstva vnitra byly 23. prosince 1941 zrušeny dosud existující odborové, alespoň formálně nezávislé organizace (kromě Ústředí veřejných zaměstnanců). Pouze Ústředí veřejných zaměstnanců jako jediná samostatná odborová centrála si po celou dobu existence protektorátu zachovalo autonomnost a působilo vedle NOÚZ a nikoliv v jejím rámci. Před Vánoci 1941 se tak NOÚZ vedená Václavem Stočesem stala definitivně jedinou odborovou autoritou. Během sjednocovacího procesu, spojeného s touto Němci řízenou „centralizací odborů“ zaniklo celkem 21 dělnických jednot a 5 jednot soukromých zaměstnanců.
V lednu 1941 vyhlásila NOÚZ literární soutěž nazvanou Z práce a o práci českého dělníka. Za účasti představitelů NOÚZ byla v Plzni dne 7. července 1941 slavnostně otevřena budova nové hlavní jídelny Škodových závodů s kapacitou 980 míst.
V létě 1941 začala vlna stávek, šířily se letáky a ilegální tiskoviny, přibývalo případů různých forem skryté sabotáže, především simulování nemoci. Vůdce Adolf Hitler řešil situaci záměnou (27. září 1941) dosavadního říšského protektora Konstantina von Neuratha za zastupujícího říšského protektora Reinharda Heydricha.

### NOÚZ a tiskoviny
Velkou péči věnovala NOÚZ tisku. Vedle časopisů, věnovaných jednotlivým odborovým skupinám (například časopis Kovodělník, Lučebník), měla od ledna 1940 i svůj tiskový orgán – ústřední list, kterým byl deník (noviny) Národní práce. Kromě něj vydávala i obrázkový časopis Lidé práce a časopisy pro ženy a dělníky, donucené pracovat v říši (Žena v práci, Český dělník).

### NOÚZ proti lichvě

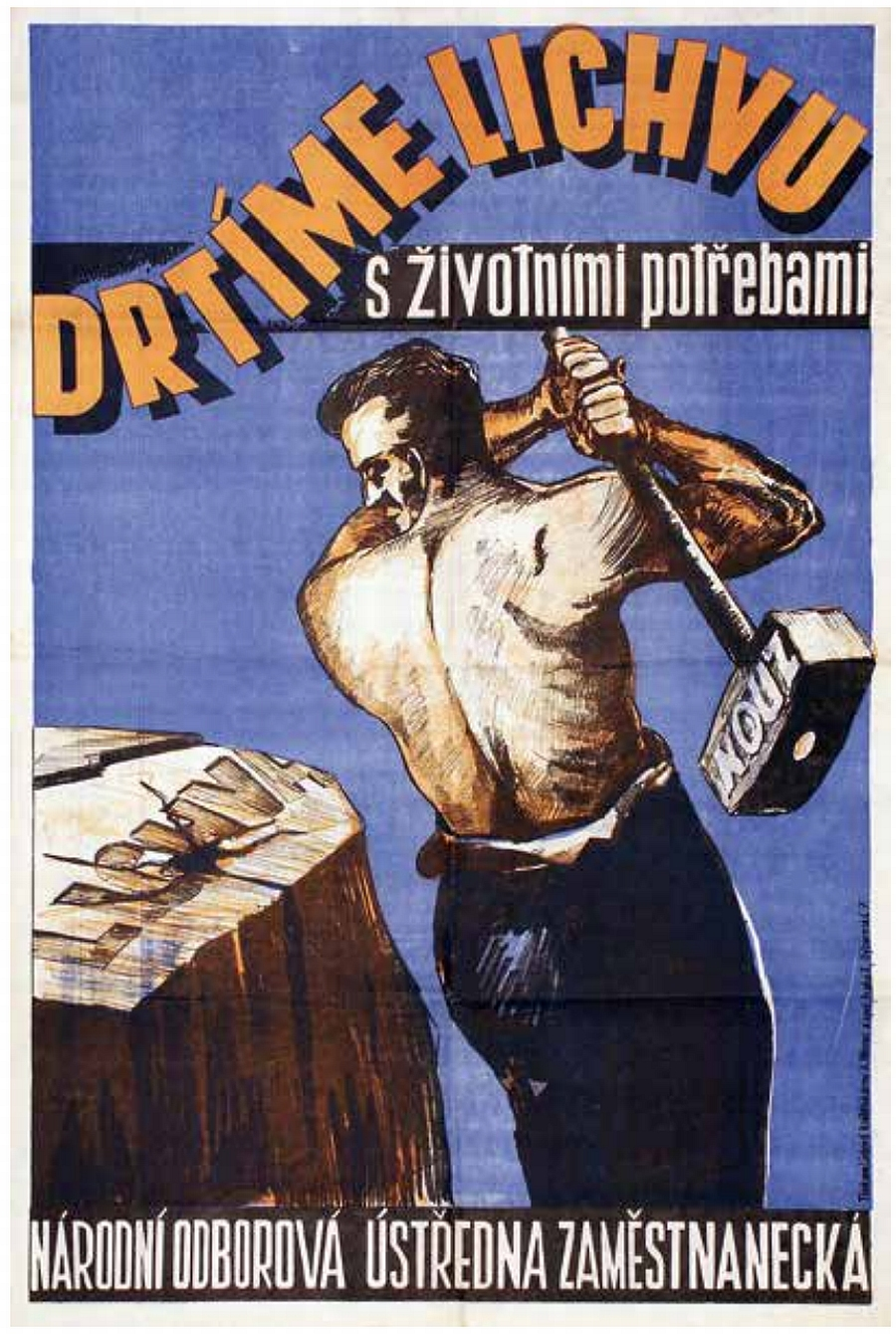
Agitační plakát nabádající dělnictvo k boji proti černému obchodu a proti lichvě

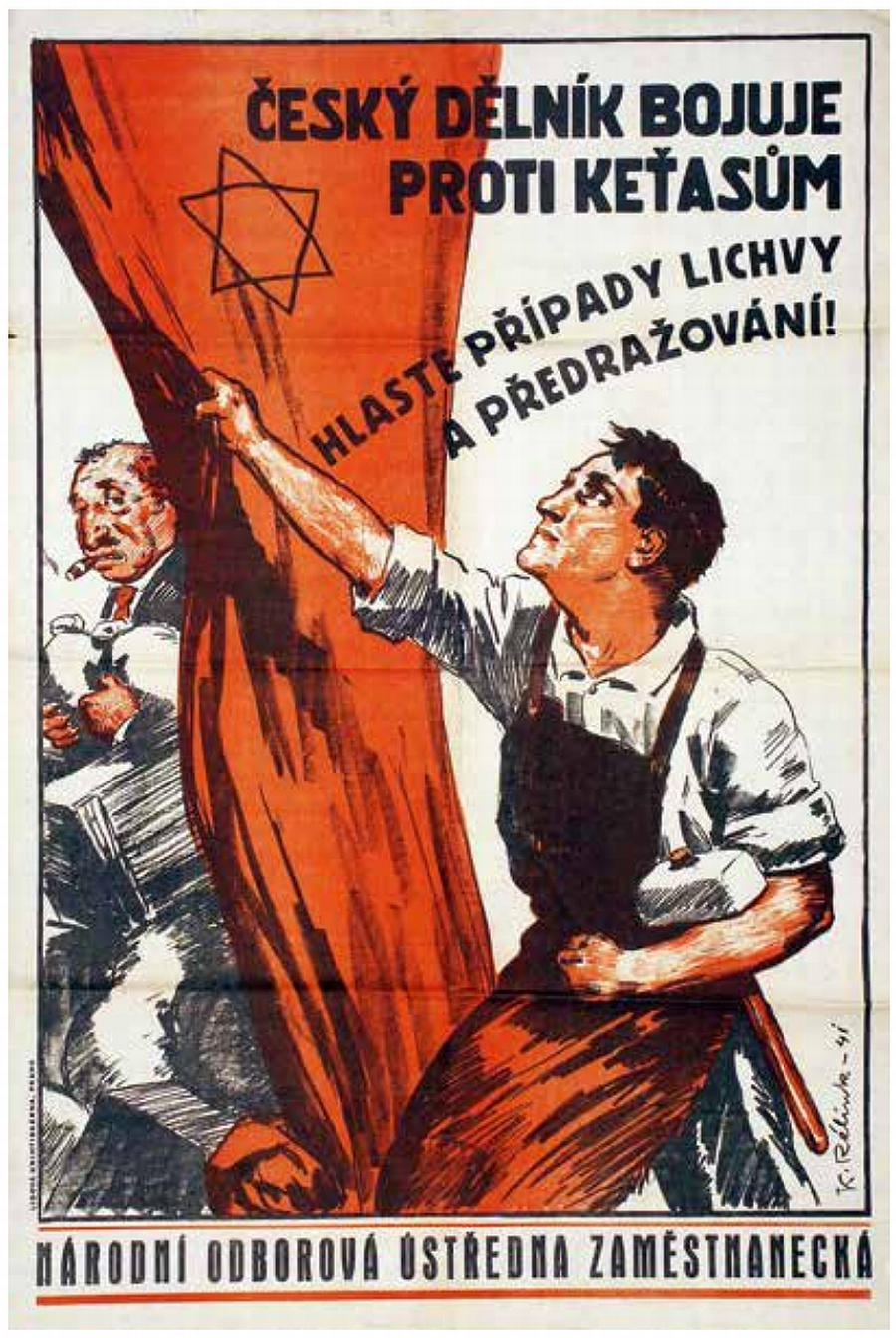
Agitační plakát nabádající dělnictvo k boji proti černému obchodu a proti lichvě

Ještě před nástupem R. Heydricha do funkce naplánovalo vedení NOÚZ tzv. protilichevní akci, kterou zahájil 5. října 1941 Stočesův rozhlasový projev. V jádru se jednalo o propagandistickou akci namířenou proti černému obchodu a lichvě. Na průběhu této akce se podílela ministerstva protektorátní vlády, redakce deníků a NOÚZ.
Po Stočesově projevu byly volné plochy v protektorátu opatřeny plakáty. Ty znázorňovaly české dělníky, kteří drtí lichvu s potravinami. Současně byly po celém území protektorátu distribuovány letáky, které objasňovaly smysl celé akce, vyzývaly k boji s černým obchodem a nabádaly k udávání těch, kteří se na něm podílejí. Zaměstnanci NOÚZ kontrolovali vylepování plakátů a distribuci propagačního materiálu, ale ve svých hlášeních museli konstatovat malou účinnost celé kampaně. NOÚZ na akci vydala půl milionu korun a objednala si i další propagaci v tisku, a dokonce i v kinech.
Protilichevní akce postavila před stanný soud řadu hostinských, řezníků či prodejců potravin. Potraviny zabavené z jejich provozoven byly rozdělovány do podnikových prodejen. Německá okupační správa celou protilichevní akci sice hodnotila pozitivně, ale skončila prakticky (a dle očekávání) neslavně. Černý trh nebylo možno tímto způsobem potlačit a navíc antisemitské prvky v kampani použité značně diskreditovaly NOÚZ v očích českého a moravského protektorátního obyvatelstva.

### Reinhard Heydrich a NOÚZ
Další ranou do pošramocené pověsti NOÚZ byly tzv. závodní apely, při kterých na shromáždění dělníků z daného závodu měl promluvit „jeden z nich“ a varovat ostatní před protiněmeckým odporem, vyzývat k disciplíně a zvyšování pracovních výkonů. Apely měly předem připravenou režii: dělník byl pečlivě vybrán, instruován a bylo jasně předepsáno, co má říkat. Po projevu nebyla dovolena žádná debata. Tyto závodní apely se uskutečnily v 385 závodech za účasti asi 40 000 dělníků.
Na konci této „apelové akce“ přijal Reinhard Heydrich s K. H. Frankem na Pražském hradě 24. října 1941 delegaci českých dělníků vedenou předsedou NOÚZ Václavem Stočesem (a dalšími funkcionáři NOÚZ), kde jim přislíbil zvýšení přídělů tuků, kuřiva a pracovních bot. V delegaci byl přítomen i Stočesův zástupce v NOÚZ Arno Hais. Jádro delegace tvořilo 39 zástupců dělníků z celého protektorátu. Za dělníky promluvil zámečník Bohdan Zástěra.

### Další akce NOÚZ
R. Heydrich povolil, aby se v sobotu 2. května 1942 slavil svátek práce. Dělníci získali dva dny volna za sebou. NOÚZ disponovalo oddělením příznačně nazvaným Radost a práce. V rámci oslav svátku práce toto oddělení 2. května 1942 zajistilo distribuci více než 200 tisíc vstupenek na kulturní představení, sportovní zápasy a další zábavní podniky. Vstupenky byly zdarma a byly rozdány dělníkům v protektorátních továrnách. Obdobné další akce probíhaly po celý rok a účastnilo se jich přes 600 000 lidí. V roce 1942 zahájilo NOÚZ také zotavovací akci (tedy rekreaci), které se zúčastnilo 7 000 dělníků. Dělníky mělo pozitivně naladit i organizované společné stravování v závodních jídelnách, jehož počátky se datují do roku 1942.
Úřad říšského protektora v Praze hodlal zapojit NOÚZ do převýchovy českého národa. (Tímto úkolem bylo primárně pověřeno ministerstvo školství a národní osvěty, řízené Emanuelem Moravcem, a nová mládežnická organizace Kuratorium pro výchovu mládeže.) V rámci NOÚZ bylo zřízeno oddělení Radost a práce, které mělo organizovat volný čas a zábavu (podle vzoru německé organizace Kraft durch Freude). Toto oddělení např. během necelého roku 1943 uspořádalo 1 400 divadelních představení pro více než 940 000 návštěvníků, 497 koncertů, 639 zábavných přestávek, 1 316 filmových představení pro 800 000 diváků, 18 přednášek, 5 výstav, 58 výletů a vycházek, 121 kabaretů, 11 lidových zábav, 125 sportovních podniků, celkem 4 286 zábavných a kulturních podniků, jichž se zúčastnilo na 2 718 000 diváků.
V roce 1942 začala působit i tzv. „Škola práce“ (ŠP) a již během prvního roku svého fungování zaujala 23 000 dělníků a zaměstnanců, kteří se účastnili výuky v 762 kurzech. V roce 1943 bylo zorganizováno 2411 odborných kurzů a účast se vyhoupla na 66 047 dělníků a zaměstnanců. Škola práce (ŠP) vybudovala v rámci NOÚZ svoje ústředí a další střediska v jednotlivých krajích, kde působili odborní referenti. Pro potřeby ŠP vyučovalo cca 500 lektorů, což byli většinou učitelé odborných škol nebo méně častěji lidé přímo z praxe.

### Po atentátu na R. Heydricha
Po atentátu na zastupujícího říšského protektora Reinharda Heydricha 27. května 1942 bylo vyhlášeno stanné právo a protektorátní vláda (podle pokynů okupační správy) se rozhodla uspořádat 2. června 1942 na pražském Staroměstském náměstí večer velké veřejné shromáždění resp. manifestaci, která měla odsoudit atentát a ukázat loajalitu českého národa k říši. Shromáždění se účastnilo asi 65 tisíc osob. Hlavním řečníkem byl ministr školství a lidové osvěty protektorátní vlády Emanuel Moravec. Ing. Wilhelm Köster trval na řečníkovi za NOÚZ. Václav Stočes byl špatný řečník a tak byl donucen s veřejným projevem vystoupit mezi mnoha řečníky i zástupce předsedy NOÚZ Arno Hais. Ve svém projevu odsoudil atentát na Reiharda Heydricha a prohlásil „... Kde hledat organisátory tohoto hanebného činu, než ... v plutokraticko-židovské Anglii, která si vydržuje četné emigrantské „vlády“...“.
O 14 dní později se 16. června 1942 (týden po vyhlazení Lidic; 9. června 1942) uskutečnila obdobná velká manifestace v Plzni. I zde měli obyvatelé protektorátu vyjádřit svoji věrnost Říši. Celkem bylo přítomno asi 60 tisíc obyvatel. Na plzeňské manifestaci promluvil místopředseda NOÚZ Arno Hais a strojník Josef Bittner. Arno Hais doslova řekl, že „... trest, který postihl vesnici Lidice u Kladna byl přísný, ale nikoliv nespravedlivý...“. V té době zástupce předsedy NOÚZ Arno Hais stále spolupracoval s PVVS.
Ke konci roku 1942 rozkrylo gestapo odbojové aktivity Arno Haise a ten byl 9. prosince 1942 zatčen gestapem. Jeho odbojoví spolupracovníci u výslechů mluvili málo, sám Hais svoji činnost značně bagatelizoval a Němci se obávali i negativních reakcí ze strany českého dělnictva. Proto byl proces s Haisem odložen; Arno Hais byl vězněn v nacistických kriminálech, ale nakonec se dočkal konce druhé světové války.
Podle jeho poválečného vyjádření mu bylo vystoupení na manifestaci 2. června 1942 v Praze a 16. června 1942 v Plzni nařízeno nacistickými představiteli a text projevu mu byl nadiktován.
Do lázní Luhačovic dorazila 2. června 1942 první skupina 232 protektorátních dělníků a 21 žen na bezplatný rekreační pobyt. I takovéto pobyty organizovala NOÚZ. Úřad říšského protektora i protektorátní orgány bedlivě tyto akce monitorovaly a neopomněly je patřičně propagandisticky využít. Bezplatné rekreační pobyty využilo v roce 1942 celkem 4200 pracujících, v roce 1943 se jejich počet vyšplhal na 7360 osob a kulminoval v roce 1944 počtem 8250 osob. V Luhačovicích tak mezi léty 1942 až 1944 zabrala NOÚZ postupně 12 hotelů a penzionů.
Před Vánocemi v roce 1942 pořádala NOÚZ obrovskou nadílkovou akci pro děti dělníků a soukromých zaměstnanců v Praze ve velkém sále Lucerny a zároveň na 67 místech Protektorátu Čechy a Morava. O přestávce byly děti pohoštěny šálkem čaje s mlékem a kusem vánočky.

### Rok 1943

#### Akce pořádané nebo spolupořádané NOÚZ
Desáté výročí převzetí moci nacisty v Německu připomněla NOÚZ 31. ledna 1943 tím, že byla na celém území protektorátu bezplatná pořádána divadelní představení a organizování promítání filmů určených pro dělníky. Akci mělo na starost oddělení Radost a práce.
V Divadle na Vinohradech různé činoherní soubory uváděly od února 1943 představení v rámci programu Radost a práce. Akci koordinovala NOÚZ a představení byla primárně určena protektorátnímu dělnictvu.
Po celém území protektorátu probíhala v období od května 1943 do října 1943 tzv. sportovně–zotavovací akce. Akci primárně pořádalo Kuratorium pro výchovu mládeže v Čechách a na Moravě, její oficiální název byl Zotavovací akce Reinharda Heydricha a NOÚZ se na její organizaci také podílela. Celkem se během této akce v 11 táborech rekreovalo 10 481 mladých lidí; jednalo se většinou o učně průmyslových oborů. Největší tábor byl zřízen v Eši u Pacova, další byly například v Prachově u Jičína, Chlumu u Lomnice nad Popelkou, v Semici u Písku a na dalších místech. V roce 1943 se zotavovací akce zúčastnilo přes 20 000 dělníků. Vybraní dělníci mohli pobýt týden v rekreačním zařízení, které bylo jinak přístupné jen zámožným vrstvám.
V rámci recitačního večera organizovaného NOÚZ (útvarem Radost a práce) a konaného v budově na adrese Mariánské náměstí 98/1 (Městská knihovna v Praze) dne 9. října 1943 vystoupili herci Národního divadla Vlasta Matulová a Karel Höger.
V domě na adrese Nuselská 499/132 působilo od podzimu roku 1943 Pražské lidové divadlo. To bylo řízeno NOÚZ, zařazeno do programu Radost a práce a soubor tohoto divadla podnikal mnohé zájezdy do okrajových čtvrtí Prahy a také do vesnic v blízkém pražském okolí.
V roce 1943 využilo závodní stravování 250 tisíc lidí, kteří za tuto službu odevzdávaly potravinové lístky. Akce si vyžádala také speciální školení kuchařů, kteří se museli učit vařit hospodárně, připravovat si rozpočty jídel apod.

#### Dění v NOÚZ
Václav Stočes oznámil v předstihu svoji rezignaci na funkci předsedy NOÚZ dne 31. března 1943, ale funkci vykonával až do 1. července 1943, kdy pozici předsedy ze zdravotních důvodů opustil. Jeho funkční povinnosti převzala dvojice tajemníků: František Kolář (měl na starosti zejména spolkové záležitosti) a Hanuš Březina (řešil především hospodářsko-finanční záležitosti).
Zaměstnanci dlouhodobě „nefandili“ NOÚZ, neboť v ní spatřovali prodlouženou ruku německých okupačních orgánů zasahující do jejich životů i na pracovišti. Řady registrovaných a příspěvky řádně platících odborářů řídly. NOÚZ se snažila prosadit povinné členství v jejích řadách nebo alespoň automatické strhávání členských příspěvků rovnou z vyplácené mzdy. Na to přistoupily jen některé velké podniky (např. Baťa). Centralizace a 50% úspěšnost výběru členských příspěvků nakonec zachránily NOÚZ před ekonomickým kolapsem. (V jejím majetku byly především různé nemovitosti. Ty sice vyžadovaly investice, ale ve válečných zmatcích je vlastnit bylo do jisté míry výhodné.)

### Rok 1944
Dosavadní vedoucí NOÚZ František Kolář byl 1. ledna 1944 jmenován generálním tajemníkem  a hlavním představitelem NOÚZ. V této funkci setrval až do konce druhé světové války.
U příležitosti druhého výročí úmrtí Reinharda Heydricha udělil K. H. Frank 17. června 1944 v pražském Černínském paláci první várku vyznamenání. Jednalo se o Čestný štít protektorátu Čechy a Morava s orlicí sv. Václava a mezi vyznamenanými byl i František Prokop z NOÚZ. Za celou dobu existence protektorátu obdrželo tuto Svatováclavskou orlici minimálně 930 osob.
Sbírka obuvi určené pro české dělníky byla organizována NOÚZ a proběhla od 1. července 1944 do 15. července 1944.
Důležitým mezníkem v činnosti části NOÚZ se stal 26. srpen 1944, kdy proběhlo jednání divizního generála Vojtěcha Borise Lužy z Rady tří (R3), Františka Jiříkovského, který byl napojen na odbojové struktury okolo zbrojovky ve Vlašimi a JUDr. Rastislava Váhaly (v R3 používal krycí jméno Kozák), který zprostředkovával kontakt na ilegální struktury uvnitř NOÚZ. Vojtěch Luža byl vojenským velitelem R3 a Váhala byl od léta 1944 Lužovo styčným důstojníkem pro spojení s komunistickým odbojem a pro napojení na ilegální odborové hnutí, kde měl kontakty.
Během prosince 1944 se v Domě odborů Na Perštýně pod vedením Evžena Erbana a Josefa Kubáta utvořila uvnitř legální části NOÚZ ilegální levicová skupina, jejíž činnost přerostla na začátku roku 1945 do Ústřední rady odborů. Ta byla reprezentována Václavem Ciprem, Evženem Erbanem a Josefem Kubátem.
Další sídlo NOÚZ se nacházelo v dnes (rok 2022) již neexistující budově na adrese Na Zbořenci 272/4. Před nastolením protektorátu zde sídlil Jednotný svaz soukromých zaměstnanců a Svaz odborového studentstva. Na konci roku 1944 v této budově vznikla Revoluční odborová rada divadelníků. Ta připravovala legislativní podklady pro divadelnictví po skončení druhé světové války. Během pražského květnového povstání 1945 v tomto objektu zasedala ilegální Ústřední rada odborů poté, co upustila budovu Odborů Na Perštýně.

### Rok 1945

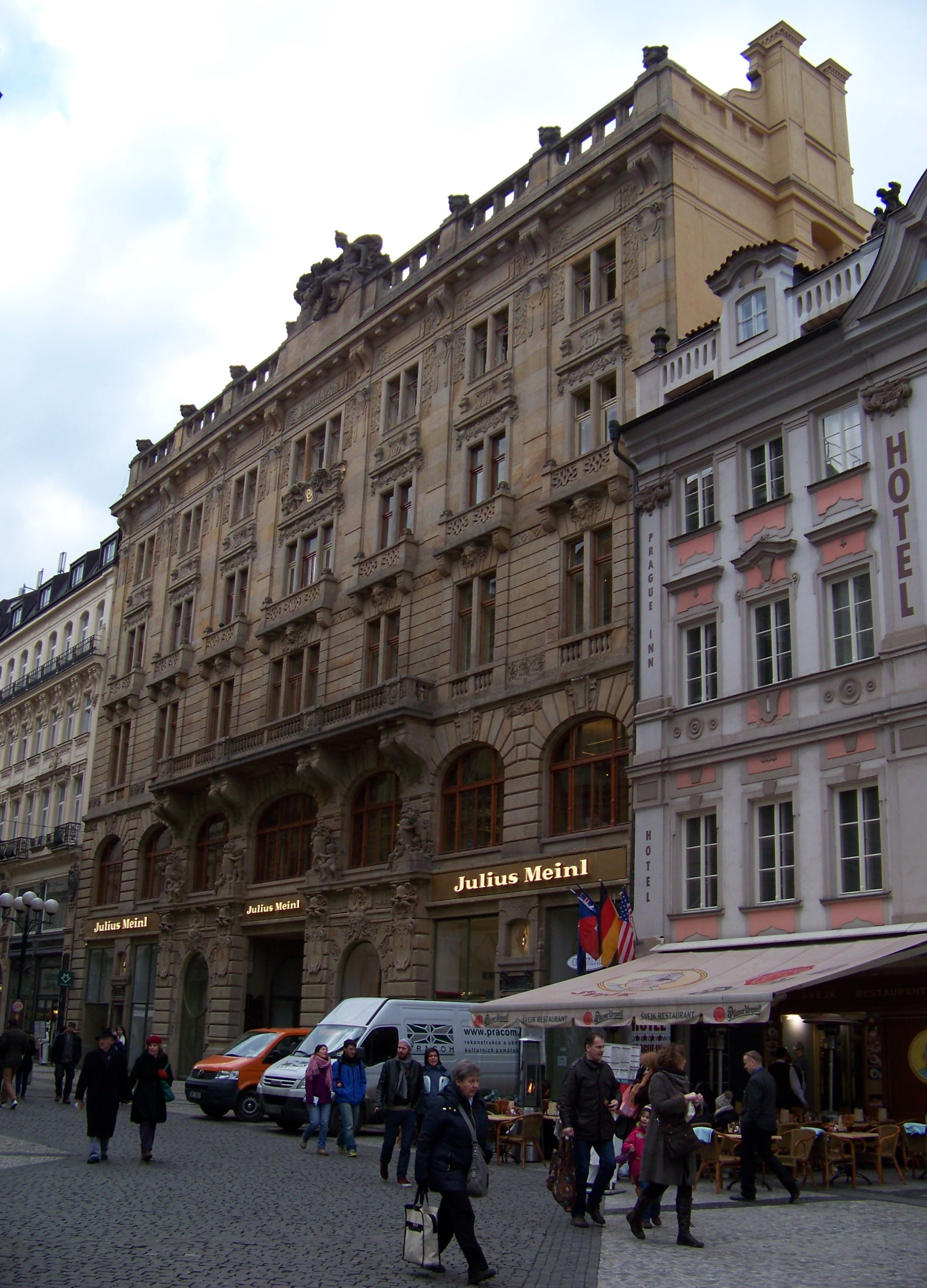
Budova Pražské úvěrové banky v Praze

Na jaře roku 1945 se v kancelářích Pražské úvěrové banky na adrese 28. října 377/13 konala ustavující schůze Ústřední rady odborů (ÚRO) za účasti Evžena Erbana (tajemníka NOÚZ a pozdějšího činitele komunistického ROH) a dalších představitelů odborového hnutí.
V místnostech Školy práce NOÚZ v budově na adrese Tylovo náměstí 15/3 se konala dne 5. května 1945 ilegální konference, které se zúčastnilo sedmdesát dělnických delegátů z pražských továren a z blízkého okolí Prahy.
Česká národní rada pověřila 6. května 1945 dosud ilegální Ústřední radu odborů, aby integrovala všechny odborové svazy a spolky a to včetně NOÚZ.

## Závěr
Organizace NOÚZ za protektorátu fungovala sice relativně dobře, ale ztratila pečeť nezávislé odborové centrály, stala se jakýmsi centrálním úřadem, který byl nucen plnit úkoly zadávané okupačními protektorátními orgány.

## Dovětek
Němci vězněný bývalý plukovník generálního štábu Josef Churavý ve svém ilegálním (necenzurovaném) dopise rodině (tzv. motáku) uvádí jméno dr. Zelenky, který byl vězněn ve vedlejší cele. Moták byl datován 14. února 1942 a byl psán v pražské věznici Pankrác v cele číslo 7 v přízemí (resp. v I. patře) německého oddělení nebo v cele číslo 58 o patro výše. Jednalo se zcela určitě o prvního předsedu NOÚZ dr. Antonína Zelenku, který svoji funkci v odborové centrále zastával od jejího ustavení dne 30. června 1939 až do 31. prosince 1940.
Jen jednou denně jsem si skrz zeď chvilku pohovořil se sousedem, kterým byl dr. Zelenka, bývalý předseda Národní Odborové Ústředny, kterého jsem znal jen z vypravování kamarádů. Kromě něho byl v cele městský radní Hlaváček, který mne zná z našich domů a komunistický okresní vedoucí Vronský z Vršovic. Vyměňovali jsme si zprávy, pokud jsme jaké měli, a utěšovali jsme se a posilovali navzájem. Na politickou příslušnost jsme nedbali.
Bývalý plk. gšt. Josef Churavý, O komunikaci mezi vězni na Pankráci v únoru 1942, Moták (Pankrác 14. února 1942),